# Samuele Olivi
Samuele Olivi (Cesena, 1º agosto 1980) è un allenatore di calcio ed ex calciatore italiano, di ruolo difensore.

## Caratteristiche tecniche
In attività era un difensore centrale, dotato di personalità e forte fisicamente.

## Carriera

### Club
Muove i suoi primi passi nel settore giovanile del Cesena, squadra della sua città. Esordisce in Serie B il 7 febbraio 1999 in Treviso-Cesena (0-0). Termina la sua prima stagione tra i professionisti con 7 presenze.

#### Salernitana
Nel 2000 passa alla Salernitana, legandosi alla società granata per mezzo di un contratto quinquennale. Esordisce con i campani il 10 settembre 2000 contro la Sampdoria (2-3 per i doriani), giocando titolare. Il 29 aprile 2001 - in occasione di Salernitana-Pescara (3-1), mette a segno la sua prima rete da professionista. Termina l'annata con 26 presenze e 1 rete. Il 31 agosto 2002 viene ceduto in prestito al Venezia, che il 13 settembre lo gira nuovamente in prestito all'Ascoli. Il 9 gennaio 2003 rientra alla Salernitana.

#### Piacenza
Il 27 gennaio 2005 passa a titolo definitivo al Piacenza. Esordisce con i biancorossi il 3 febbraio nella partita interna vinto contro il Modena (1-0 il finale), giocando titolare. Segna il suo primo goal con i papaveri il 2 aprile 2005 in Piacenza-Treviso (3-2). Conclude l'annata con 15 presenze e 1 rete.
Con gli emiliani disputa i quattro campionati successivi, tutti nella serie cadetta.

#### Pescara
Il 4 agosto 2009 passa a titolo definitivo al Pescara, in Lega Pro Prima Divisione. Esordisce con gli abruzzesi il 24 agosto in Pescara-Rimini (2-0), realizzando, con un colpo di testa sugli sviluppi di un calcio d'angolo, la rete del vantaggio biancoazzurro. Nominato capitano della squadra, conclude l'annata con la promozione in Serie B degli abruzzesi - con 35 presenze.
Finito ai margini della rosa con l'arrivo di Zeman sulla panchina dei biancoazzurri, il 29 agosto 2011 rescinde il contratto che lo legava agli abruzzesi.

#### Grosseto
Il 31 agosto 2011 passa a parametro zero al Grosseto, sottoscrivendo un contratto biennale. Esordisce con i maremmani il 3 settembre contro la Reggina, giocando titolare. Il 25 novembre in Grosseto-Juve Stabia (0-3), è costretto ad uscire anzitempo dal campo a causa di un infortunio muscolare. Rientra in campo il 14 gennaio 2012 contro il Gubbio, subentrando al 28' al posto di Padella. Chiude la stagione con 28 presenze.
Diventato capitano della squadra, con l'arrivo di Somma sulla panchina unionista viene messo ai margini della rosa. Esonerato quest'ultimo, rientra in difesa da titolare il 24 novembre in Grosseto-Brescia (2-2), andando a segno con un colpo di testa. Il 6 febbraio 2013 viene escluso dalla lista dei 18 giocatori che prenderanno parte alla seconda parte della stagione, chiudendo l'annata con 12 presenze e 2 reti.

#### Mantova e ultimi anni
Il 7 giugno 2013 viene ingaggiato dal Mantova, in Lega Pro Seconda Divisione, con cui firma un contratto biennale con opzione per il terzo. Esordisce con i lombardi il 25 agosto nell'incontro di Coppa Italia Lega Pro vinto contro il Pavia (1-0 il finale), giocando titolare. Il 15 maggio 2014 il Mantova viene promosso in Lega Pro unica.
Il 26 agosto 2014 il Santarcangelo ne annuncia l'acquisto a titolo temporaneo. Termina l'annata con 29 presenze e 1 rete, e a fine stagione rescinde il contratto col Mantova per trasferirsi all'Imolese, in Serie D. Dopo la stagione trascorsa in Emilia, il 9 luglio 2016 viene tesserato dal San Marino; nel successivo mercato invernale passa al La Fiorita, con cui al termine della stagione vince il campionato.
Chiude la carriera nel campionato 2020-2021 con il Libertas, di cui diventa allenatore dall'estate 2021

### Nazionale
Ha giocato in tutte le rappresentative dall'Under-15 all'Under-21. In totale vanta 8 presenze con gli azzurrini.

## Statistiche

### Presenze e reti nei club
| Stagione           | Squadra            | Campionato         | Campionato | Campionato | Coppe nazionali | Coppe nazionali | Coppe nazionali | Coppe continentali | Coppe continentali | Coppe continentali | Altre coppe | Altre coppe | Altre coppe | Totale | Totale | Totale |
| Stagione           | Squadra            | Comp               | Pres       | Reti       | Comp            | Pres            | Reti            | Comp               | Pres               | Reti               | Comp        | Pres        | Reti        | Pres   | Reti   |        |
| ------------------ | ------------------ | ------------------ | ---------- | ---------- | --------------- | --------------- | --------------- | ------------------ | ------------------ | ------------------ | ----------- | ----------- | ----------- | ------ | ------ | ------ |
| 1998-1999          | Cesena             | B                  | 7          | 0          | CI              | 0               | 0               | -                  | -                  | -                  | -           | -           | -           | 7      | 0      |        |
| 1999-2000          | Cesena             | B                  | 11         | 0          | CI              | 3               | 0               | -                  | -                  | -                  | -           | -           | -           | 14     | 0      |        |
| Totale Cesena      | Totale Cesena      | Totale Cesena      | 18         | 0          |                 | 3               | 0               |                    | -                  | -                  |             | -           | -           | 21     | 0      |        |
| 2000-2001          | Salernitana        | B                  | 26         | 1          | CI              | 5               | 0               | -                  | -                  | -                  | -           | -           | -           | 31     | 1      |        |
| 2001-2002          | Salernitana        | B                  | 14         | 1          | CI              | 2               | 1               | -                  | -                  | -                  | -           | -           | -           | 16     | 1      |        |
| 2002-gen. 2003     | Ascoli             | B                  | 7          | 1          | CI              | -               | -               | -                  | -                  | -                  | -           | -           | -           | 7      | 1      |        |
| gen.-giu. 2003     | Salernitana        | B                  | 11         | 0          | CI              | -               | -               | -                  | -                  | -                  | -           | -           | -           | 11     | 0      |        |
| 2003-2004          | Salernitana        | B                  | 41         | 1          | CI              | 2               | 0               | -                  | -                  | -                  | -           | -           | -           | 46     | 1      |        |
| 2004-gen. 2005     | Salernitana        | B                  | 10         | 1          | CI              | 4               | 0               | -                  | -                  | -                  | -           | -           | -           | 14     | 1      |        |
| Totale Salernitana | Totale Salernitana | Totale Salernitana | 105        | 4          |                 | 13              | 1               |                    | -                  | -                  |             | -           | -           | 118    | 5      |        |
| gen.-giu. 2005     | Piacenza           | B                  | 15         | 1          | CI              | -               | -               | -                  | -                  | -                  | -           | -           | -           | 15     | 1      |        |
| 2005-2006          | Piacenza           | B                  | 34         | 3          | CI              | 3               | 0               | -                  | -                  | -                  | -           | -           | -           | 37     | 3      |        |
| 2006-2007          | Piacenza           | B                  | 22         | 2          | CI              | 1               | 0               | -                  | -                  | -                  | -           | -           | -           | 23     | 2      |        |
| 2007-2008          | Piacenza           | B                  | 28         | 0          | CI              | 2               | 0               | -                  | -                  | -                  | -           | -           | -           | 30     | 0      |        |
| 2008-2009          | Piacenza           | B                  | 19         | 1          | CI              | 1               | 0               | -                  | -                  | -                  | -           | -           | -           | 20     | 1      |        |
| Totale Piacenza    | Totale Piacenza    | Totale Piacenza    | 118        | 7          |                 | 7               | 0               |                    | -                  | -                  |             | -           | -           | 125    | 7      |        |
| 2009-2010          | Pescara            | 1D                 | 29+4       | 4          | CI-LP           | 2               | 0               | -                  | -                  | -                  | -           | -           | -           | 35     | 4      |        |
| 2010-2011          | Pescara            | B                  | 28         | 3          | CI              | 1               | 0               | -                  | -                  | -                  | -           | -           | -           | 29     | 3      |        |
| Totale Pescara     | Totale Pescara     | Totale Pescara     | 57+4       | 7          |                 | 3               | 0               |                    | -                  | -                  |             | -           | -           | 64     | 7      |        |
| 2011-2012          | Grosseto           | B                  | 28         | 0          | CI              | -               | -               | -                  | -                  | -                  | -           | -           | -           | 28     | 0      |        |
| 2012-2013          | Grosseto           | B                  | 11         | 2          | CI              | 1               | 0               | -                  | -                  | -                  | -           | -           | -           | 12     | 2      |        |
| Totale Grosseto    | Totale Grosseto    | Totale Grosseto    | 39         | 2          |                 | 1               | 0               |                    | -                  | -                  |             | -           | -           | 40     | 2      |        |
| 2013-2014          | Mantova            | 2D                 | 25         | 2          | CI-LP           | 1               | 0               | -                  | -                  | -                  | -           | -           | -           | 26     | 2      |        |
| 2014-2015          | Santarcangelo      | LP                 | 29         | 1          | CI+CI-LP        | 0               | 0               | -                  | -                  | -                  | -           | -           | -           | 29     | 1      |        |
| 2015-2016          | Imolese            | D                  | 32         | 2          | CI-D            | 0               | 0               | -                  | -                  | -                  | -           | -           | -           | 32     | 2      |        |
| 2016-gen. 2017     | San Marino         | D                  | 5          | 0          | CI-D            | 1               | 0               | -                  | -                  | -                  | -           | -           | -           | 6      | 0      |        |
| gen.-giu. 2017     | La Fiorita         | CD                 | 8+3        | 1          | CD              | 7               | 0               | -                  | -                  | -                  | -           | -           | -           | 18     | 1      |        |
| 2017-2018          | La Fiorita         | CD                 | 15+3       | 1          | CD              | 7               | 2               | UCL                | 2                  | 0                  | SM          | 0           | 0           | 27     | 3      |        |
| 2018-2019          | La Fiorita         | CD                 | 14+5       | 1+1        | CD              | 2               | 0               | UCL+UEL            | 1+2                | 0                  | SM          | 1           | 0           | 25     | 2      |        |
| 2019-2020          | La Fiorita         | CD                 | 13         | 0          | CD              | 4               | 1               | UEL                | 2                  | 0                  | -           | -           | -           | 19     | 1      |        |
| Totale La Fiorita  | Totale La Fiorita  | Totale La Fiorita  | 50+11      | 3+1        |                 | 20              | 3               |                    | 7                  | 0                  |             | 1           | 0           | 89     | 7      |        |
| 2020-2021          | Libertas           | CD                 | 6+1        | 0          | CD              | 2               | 0               | -                  | -                  | -                  | -           | -           | -           | 9      | 0      |        |
| Totale carriera    | Totale carriera    | Totale carriera    | 504        | 30         |                 | 51              | 4               |                    | 7                  | 0                  |             | 1           | 0           | 563    | 34     |        |

## Palmarès

### Club

#### Competizioni nazionali
- Campionato sammarinese: 2

La Fiorita: 2016-2017, 2017-2018
- Coppa Titano: 1

La Fiorita: 2017-2018
- Supercoppa di San Marino: 1

La Fiorita: 2018